# Theodor Dorsten

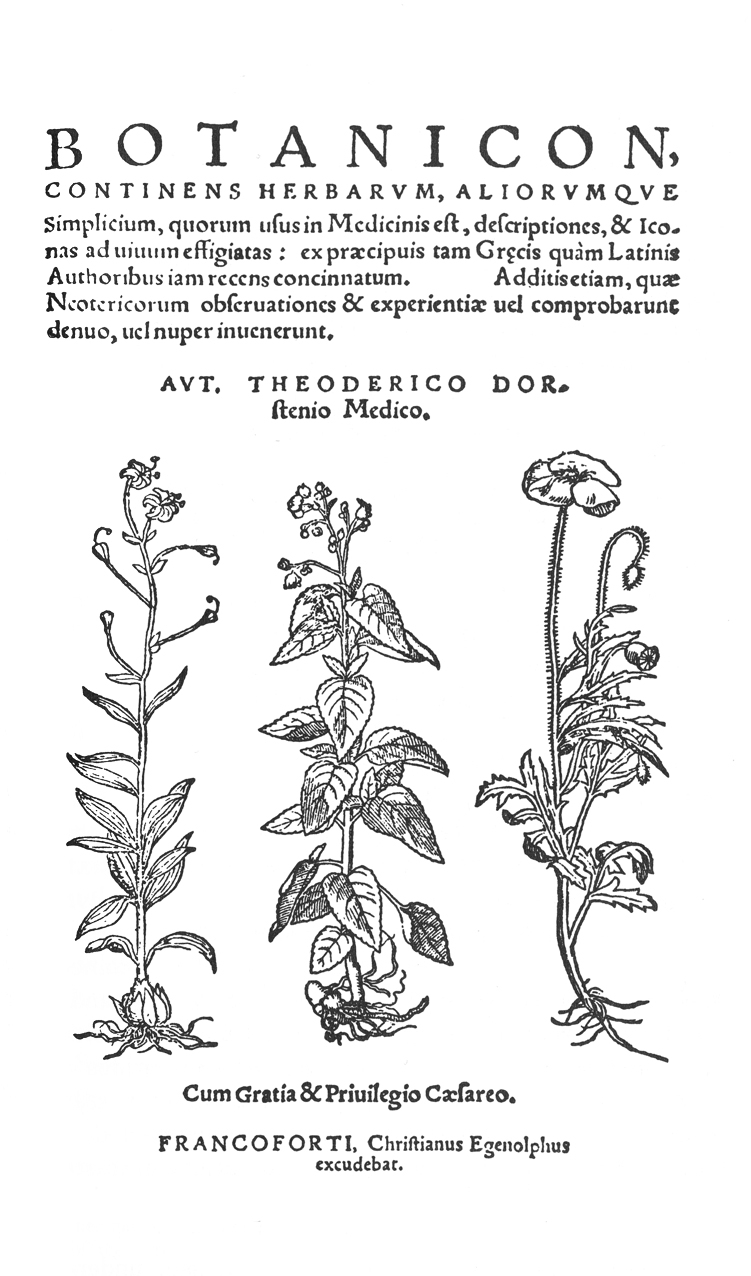
Botanicon van Theodor Dorsten

Theodor Dorsten (Dorsten, 1492 - Kassel, 18 May 1552) was een Duitse arts en botanicus. Zijn eigenlijke familienaam is "Gluntz", maar die liet hij meestal zelf achterwege.

## Biografie
Theodor Dorsten begon als "Theodericus Gluntz van Dorsten, dienaar van Hermann van  Dorsten" in 1521 een artsenopleiding aan de Universiteit van Erfurt. Hij studeerde af als Magister in 1531 en werd professor in de geneeskunde aan de Philipps-Universiteit Marburg. Vanaf 1548 heeft hij wellicht een artsenpraktijk in Kassel. 
Na de dood van Eucharius Rösslin de Jonge herwerkte Dorsten het onderdeel over kruiden in diens werk Kreutterbuch von allem Erdtgewächs… (1533). Deze herwerking, met een 320-tal houtsneden, werd in 1540 door Christian Egenolff in Frankfurt gepubliceerd.
Theodor Dorsten had twee zonen, Philipp en Jacob Durstenius, die beiden aan de Universiteit van Marburg studeerden. 

## Dorstenia
Charles Plumier vernoemde het geslacht Dorstenia in de moerbeifamilie (Moraceae) naar Theodor Dorsten. Carl Linnaeus nam de naam later over.
- Bibliothèque nationale de France: cb10584589m (data)
- Gemeinsame Normdatei: 119656760
- International Standard Name Identifier: 0000 0000 7257 1479
- Library of Congress Control Number: no2008084963
- Nationale Bibliotheek van Tsjechië: mzk2009532854
- Nederlandse Thesaurus van Auteursnamen: 180296272
- LIBRIS: 350423
- Système universitaire de documentation: 180970070
- Virtual International Authority File: 15110721
- WorldCat: E39PBJbxFHBq4V8TMdrFfRVXBP